# Iruña-Veleia

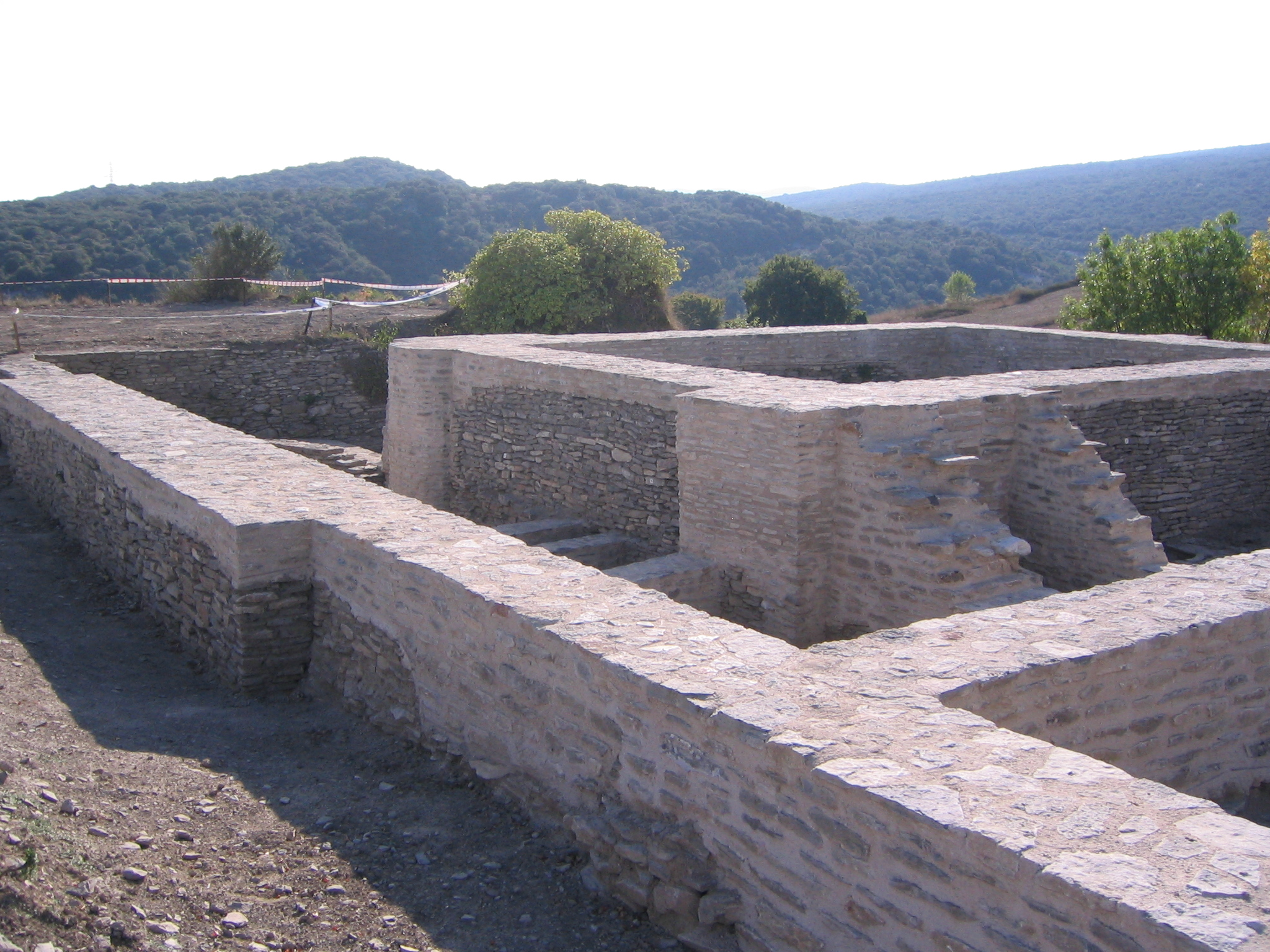
Iruña-Veleia

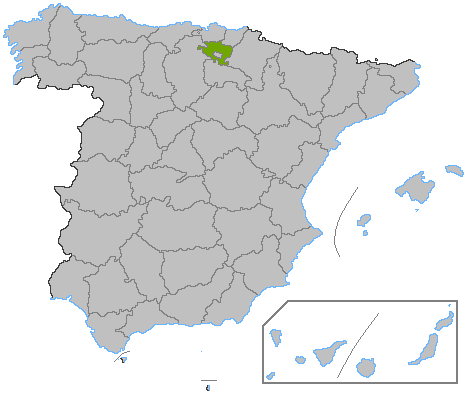
Álava in Spanien

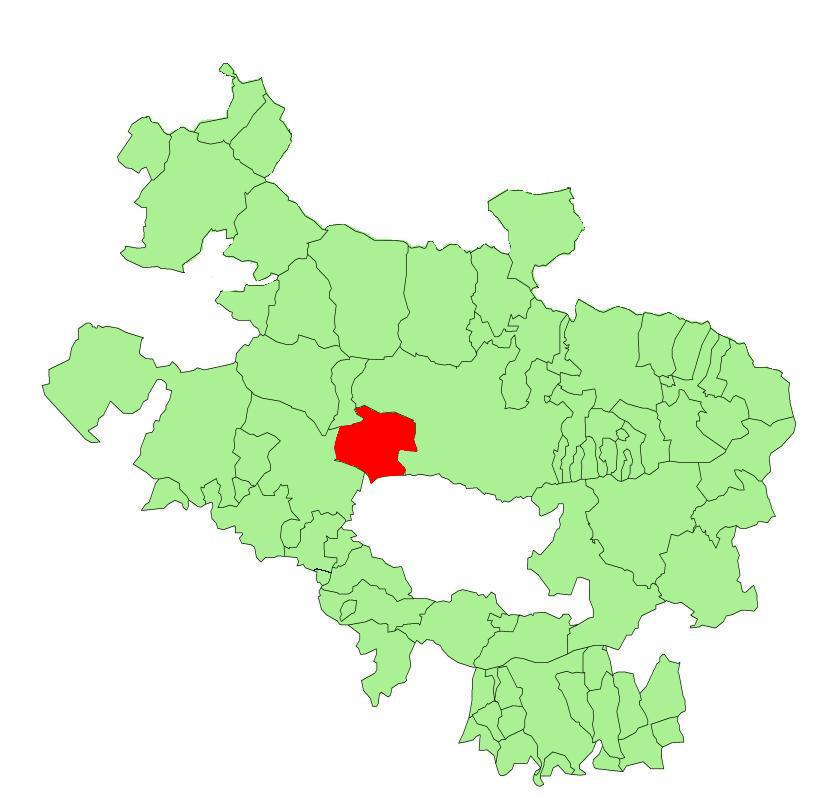
Iruña de Oca in Álava

Iruña-Veleia ist ein bedeutender Ausgrabungsort im Gebiet der Gemeinde Iruña de Oca (Iruña Oka) in der Provinz Álava (Araba) der Autonomen Gemeinschaft Baskenland, in unmittelbarer Nähe des Ortes Trespuentes. Erste Berichte über die Ruinenstätte gibt es seit dem 16. Jahrhundert. Erste Grabungen fanden um 1900 statt. Seit 1949 wird in verschiedenen Kampagnen fortlaufend bis in die Gegenwart geforscht.
Die Entstehung der Funde erstreckt sich über gut anderthalb Jahrtausende vom Anfang des 1. vorchristlichen Jahrtausends bis ins 5. nachchristliche Jahrhundert. So präsentieren sie die späte Bronzezeit, frühe und späte vorrömische Eisenzeit und römische Herrschaft. Die römische Stadt Veleia hatte eine Fläche von über einem Quadratkilometer.
Für Aufsehen sorgte zunächst der Fund einer beträchtlichen Anzahl von Tonscherben aus dem 3. bis 5. Jahrhundert mit baskischen Textbrocken, überwiegend in lateinischer Schrift. Ebenso auffällig die im Haus der Pompeia Valentina, das vom 1. bis 5. Jahrhundert dauernd bewohnt war, gefundenen rund 270 Inschriften und Zeichnungen auf Keramik(-scherben), darunter ägyptische Motive und korrekt geschriebene Hieroglyphen. Im November 2008 legte eine Forschergruppe nahe, dass es sich bei diesen zunächst als historisch bezeichneten Entdeckungen um Fälschungen handelt, woraufhin der Ausgrabungsleiter Eliseo Gil seines Amtes enthoben wurde. Dieser wies zwar die Vorwürfe zurück, konnte aber im Januar 2009 die Echtheit seiner Funde vor dem Parlament der Provinz Álava nicht beweisen.
Im Juni 2020 wurde Gil wegen seiner Fälschungen zu einer Gefängnisstrafe von zwei Jahren und drei Monaten verurteilt. Die Strafe wurde im Januar 2021 von der Berufungsinstanz bestätigt.